# YG Marley
Joshua Omaru Marley (ur. 5 grudnia 2001 w Beverly Hills), zawodowo znany jako YG Marley – amerykański piosenkarz i autor tekstów pochodzenia jamajskiego. Jest synem raperki Lauryn Hill i byłego zawodnika gridiron football Rohana Marleya oraz wnukiem pioniera reggae i legendy muzyki Boba Marleya. Odniósł przełomowy sukces swoim debiutanckim singlem „Praise Jah in the Moonlight”, który znalazł się w pierwszej czterdziestce listy Billboard Hot 100 i dotarł do pierwszej dziesiątki w Wielkiej Brytanii, Nowej Zelandii, Norwegii i Szwecji.

## Życiorys
Joshua Omaru Marley urodził się 5 grudnia 2001 roku w Beverly Hills w Kalifornii. Jest synem amerykańskiej piosenkarki oraz raperki Lauryn Hill i jamajskiego rugbisty Rohana Marleya. Jego rodzice nigdy nie pobrali się, ale byli w długoterminowym związku trwającym 15 lat. Joshua jest także wnukiem muzyka reggae Boba Marleya. Marley ma liczne rodzeństwo, w tym siostrę modelkę Selah Marley i przyrodniego brata byłego gracza NFL Nico Marleya.
Wychowywał się w South Orange w stanie New Jersey. W dzieciństwie Marley często towarzyszył matce na scenie podczas jej koncertów. W wieku dziewięciu lat oświadczył publiczności na jednym z ów koncertów: „Chcę rapować”. W 2013 roku zaczął wykonywać na żywo swoje autorsko napisane utwory.
W 2017 roku wziął udział w kampanii modelów dla Urban Outfitters i pojawił się wraz ze swoją siostrą Selah w Teen Vogue. W lutym 2018 roku dołączył do swojej matki podczas jej występu na imprezie Woolrich z okazji New York Fashion Week. W następnym miesiącu Marley pokazał na swoim Snapchacie niewydany wówczas fragment utworu „Nice for What” Drake’a co odbiło się dużym echem w Internecie. W 2020 roku Marley podczas rozdania nagród Grammy powiedział w wywiadzie udzielonym Billboardowi, że „pracuje nad nową muzyką”, a następnie oświadczył, że Lauryn Hill pojawi się w tym projekcie. W 2021 roku Vibe poinformował, że YG pojawił się w utworze „Slick” Selah Marley.
Pod koniec 2023 roku zaczął wykonywać swoją własną oryginalną piosenkę „Praise Jah in the Moonlight” podczas trasy koncertowej swojej matki upamiętniającej 25. rocznicę wydania albumu The Miseducation of Lauryn Hill. Klipy wideo z jego występów stały się popularne w mediach społecznościowych, zwłaszcza na TikToku. 25 grudnia 2023 roku Marley oficjalnie wydał swój pierwszy singel „Praise Jah in the Moonlight”. Singel szybko stał się hitem w streamingu, osiągając pierwsze miejsce na amerykańskich i światowych listach przebojów Spotify Viral 50.
W styczniu 2024 roku ogłoszono, że Marley będzie głównym artystą podczas festiwalu muzycznego Coachella 2024. W następnym miesiącu „Praise Jah in the Moonlight” osiągnęło pierwsze miejsce w Nowej Zelandii i znalazło się na amerykańskiej liście przebojów Billboard Hot 100, a Marley stał się szóstym członkiem rodziny Marley, który znalazł się na tej liście. Dotarł także do pierwszej dziesiątki w Wielkiej Brytanii i Norwegii.

## Dyskografia

### Single
| Tytuł                         | Rok  | Pozycja na liście przebojów | Pozycja na liście przebojów | Pozycja na liście przebojów | Pozycja na liście przebojów | Pozycja na liście przebojów | Pozycja na liście przebojów | Pozycja na liście przebojów | Pozycja na liście przebojów | Pozycja na liście przebojów | Pozycja na liście przebojów | Album |
| Tytuł                         | Rok  | USA                         | AUS                         | BRA                         | KAN                         | IRE                         | NZ                          | NOR                         | SWI                         | UK                          | ŚWIAT                       | Album |
| ----------------------------- | ---- | --------------------------- | --------------------------- | --------------------------- | --------------------------- | --------------------------- | --------------------------- | --------------------------- | --------------------------- | --------------------------- | --------------------------- | ----- |
| "Praise Jah in the Moonlight" | 2023 | 39                          | 19                          | 27                          | 20                          | 13                          | 1                           | 8                           | 6                           | 5                           | 14                          | –     |

### Gościnne występy
| Tytuł   | Rok  | Inni wykonawcy | Album           | Źródło |
| ------- | ---- | -------------- | --------------- | ------ |
| "Slick" | 2021 | Selah Marley   | Star Power (EP) | [ 16 ] |